# Hoengseong-gun
Hoengseong-gun (koreanska: 횡성군) är en landskommun i Sydkorea. Den ligger i provinsen Gangwon, i den norra delen av landet, 90 km öster om huvudstaden Seoul. Dess administrativa huvudort är Hoengseong-eup.
Kommunen är indelad i en köping (eup) och åtta socknar (myeon):
Anheung-myeon,
Cheongil-myeon,
Dunnae-myeon,
Gangnim-myeon,
Gapcheon-myeon,
Gonggeun-myeon,
Hoengseong-eup,
Seowon-myeon och
Ucheon-myeon.